# Герман Олег Михайлович
Оле́г Миха́йлович Ге́рман (нар. 21 березня 1948, с. Чернихів, Зборівський район, Тернопільська область
) — український науковець, письменник, громадський діяч. Заслужений діяч мистецтв України (2007). Член Національної Спілки письменників України (1993). Член Національної Ліги українських композиторів (1997). Кандидат історичних наук (1995). Професор кафедри українознавства і філософії Тернопільського національного технічного університету імені Івана Пулюя (2007). Премія імені братів Богдана і Левка Лепких (2015).  Людина року в номінації "Літератор" (2003, 2011, 2013);  Почесний громадянин міста Тернополя(2018). Володар іменної зірки на Алеї Слави м.Тернополя (2021).

## Життєпис
Народився 21 березня 1948 р. в с. Чернихів Зборівського району Тернопільської області.
Закінчив Кобзарівську СШ Зборівського району (1966), конструкторський факультет Львівського політехнічного інституту. Один із співзасновників товариства української мови імені Тараса Шевченка в м. Тернополі (1988).
Син — Тарас Герман — керівник Логістичного центру допомоги бійцям АТО.

## Творчість

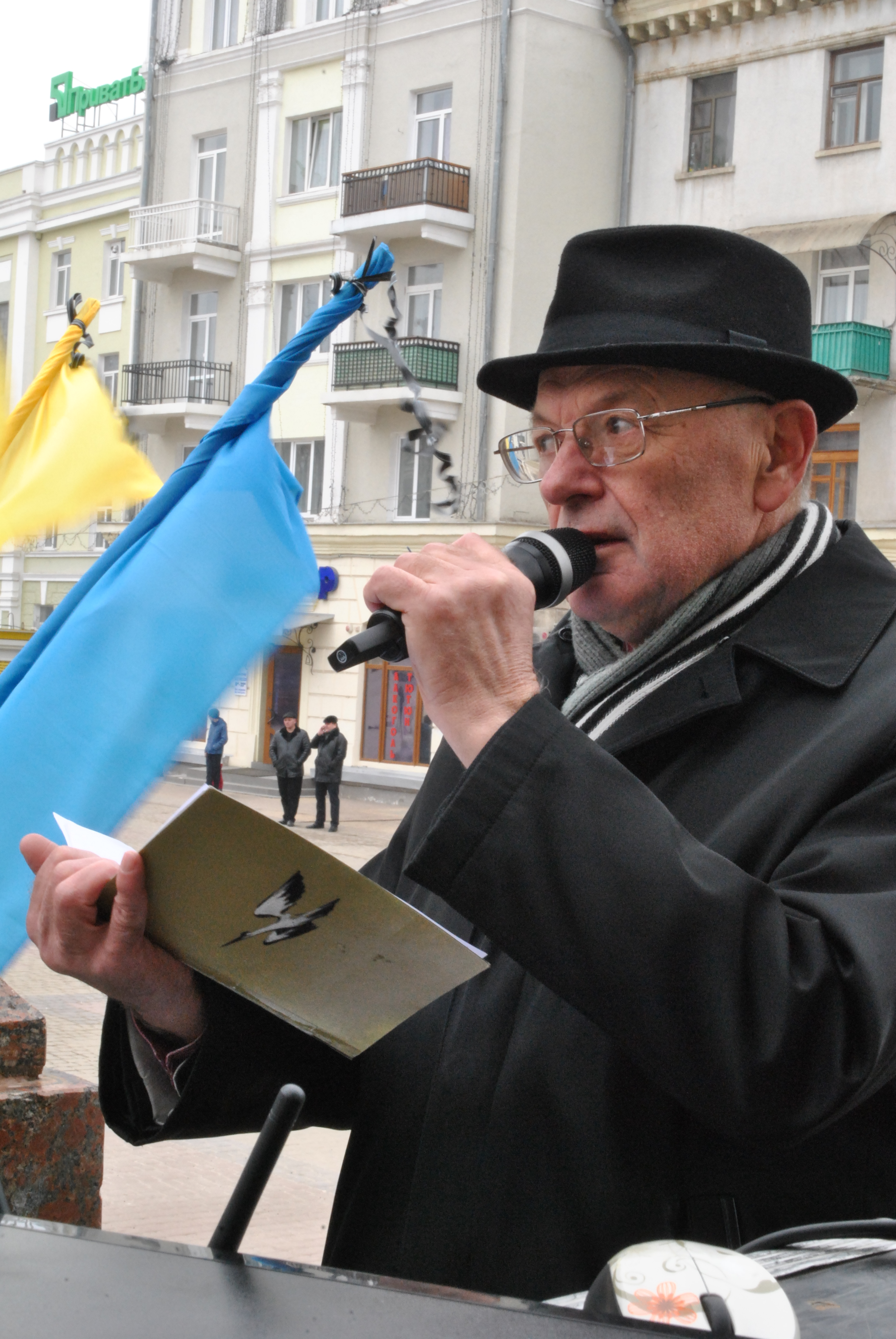
Виступ у день пам'яті Героїв Небесної сотні на Театральному майдані Тернополя

Опублікував понад 100 наукових статей, понад 750 публіцистичних матеріалів у пресі, монографію з питань просвітницького руху на Тернопіллі (1999). Створив та веде цикли радіо-і телепрограм з питань культурології.
Учасник першого фестивалю української пісні «Червона рута» в м. Чернівці (авторська пісня − 1989) та фестивалів співаної поезії «Оберіг» у м. Луцьку (1989—1990).
Автор і ведучий циклу відеопрограм "Легенди України" на ютуб-каналі UKRAINE FOREVER
Режисер, сценарист і автор святкових дійств:
- до 450-ліття Тернополя та освячення національного прапора в обласному центрі (1990);
- «Хресна дорога України» (1991);
- «Великодня родина» (1993);
- «Наша дума, наша пісня» (1995);
- звітних концертів районів області та звіту Тернопільщини в Києві (всі — 2001).

Режисер-постановник телефільмів:
- «Ріка часу» (1999);
- «Червоний жупан» (2000);

Автор книг поезій та прози:
- «Прислухайтесь… Дзвенить струна» (1990);
- «Мелодія слова» (1992);
- «Настрій полудневого дощу» (1992);
- «Краплини тихої довіри» (1994);
- «Найпершою була любов» (1996);
- «Для тебе» (1997);
- «Душа болить словами» (1997);
- «Тарасикові співанки» (1998);
- «Щаслива мить» (1999);
- «Хресне сходження» (2001);
- «Силуети» (2001);
- «Віддзеркалля» (2004);
- «Околиця» (2006);
- "Хресне сходження " (аудіокнижка) (2007);
- «Сто потайних дверей» (2008);
- «За мить до…» (2008);
- "Сто потайних дверей" (2008);
- "Хресне сходження " (друге доповнене видання) (2008);
- «Від хати до хати» (2009);
- «Соло для двох ангелів» (2010);
- "Жайворонки в місті не співають" (2012);
- "Князь Церкви" (2012);
- "ВІН" (2012);
- "ФІЛОСОФІЯ - доступно і цікаво" (2015);
- "Співоча скеля" (2017);
- "Пастораль" (2018);
- "З хрестом до Христа" (2018);
- "Україна без гриму" (2019);
- "Від бабки Кароліни" (2019);
- "Барви погляду" (2021);
- "Храм культури" (2022);
- "МРІЯ-ДОЛЯ" (2023).

та ін.
Як художник-графік бере участь в обласних художніх виставках, оформляє власні та книжки місцевих авторів.

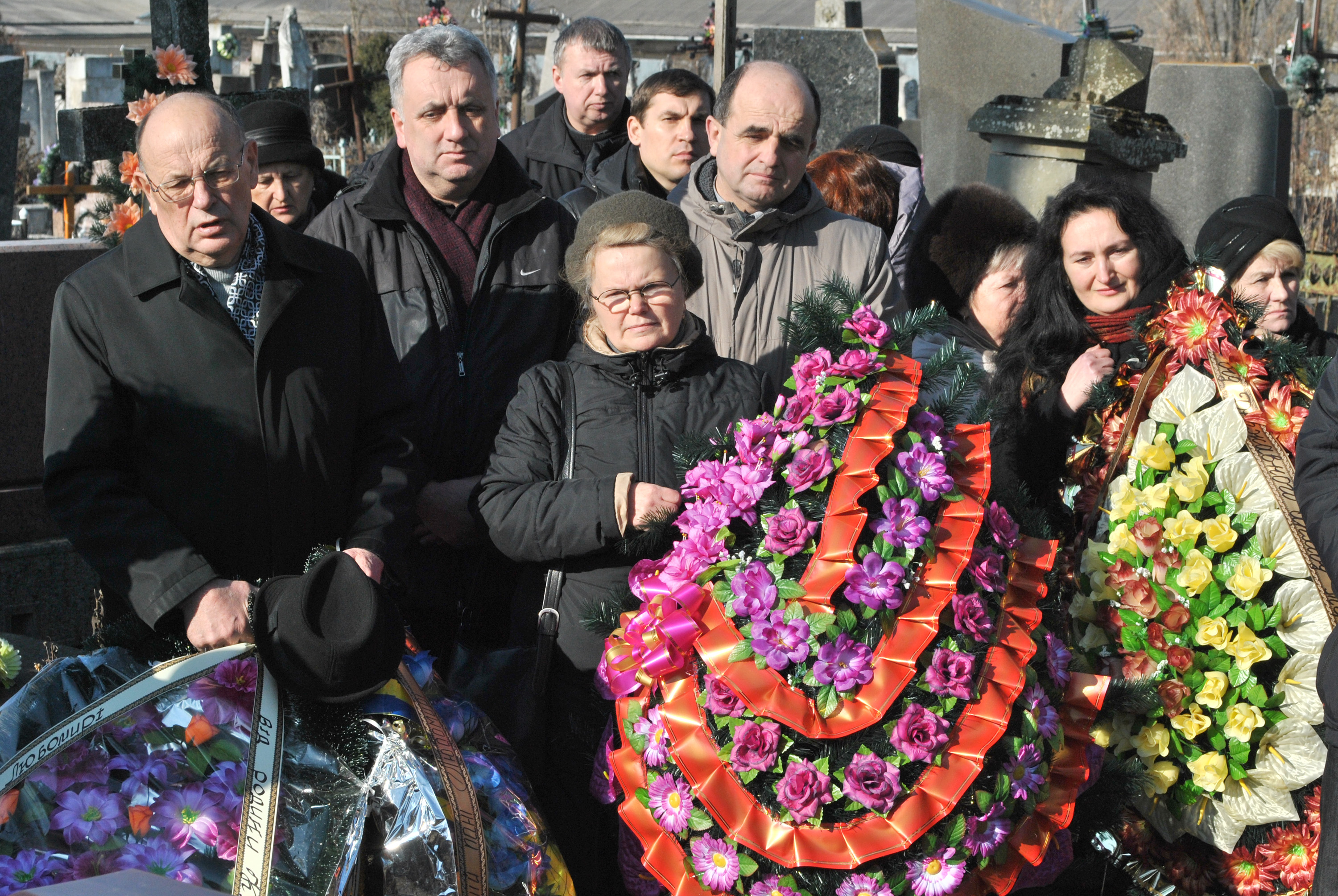
На похороні Любомири Бойцун
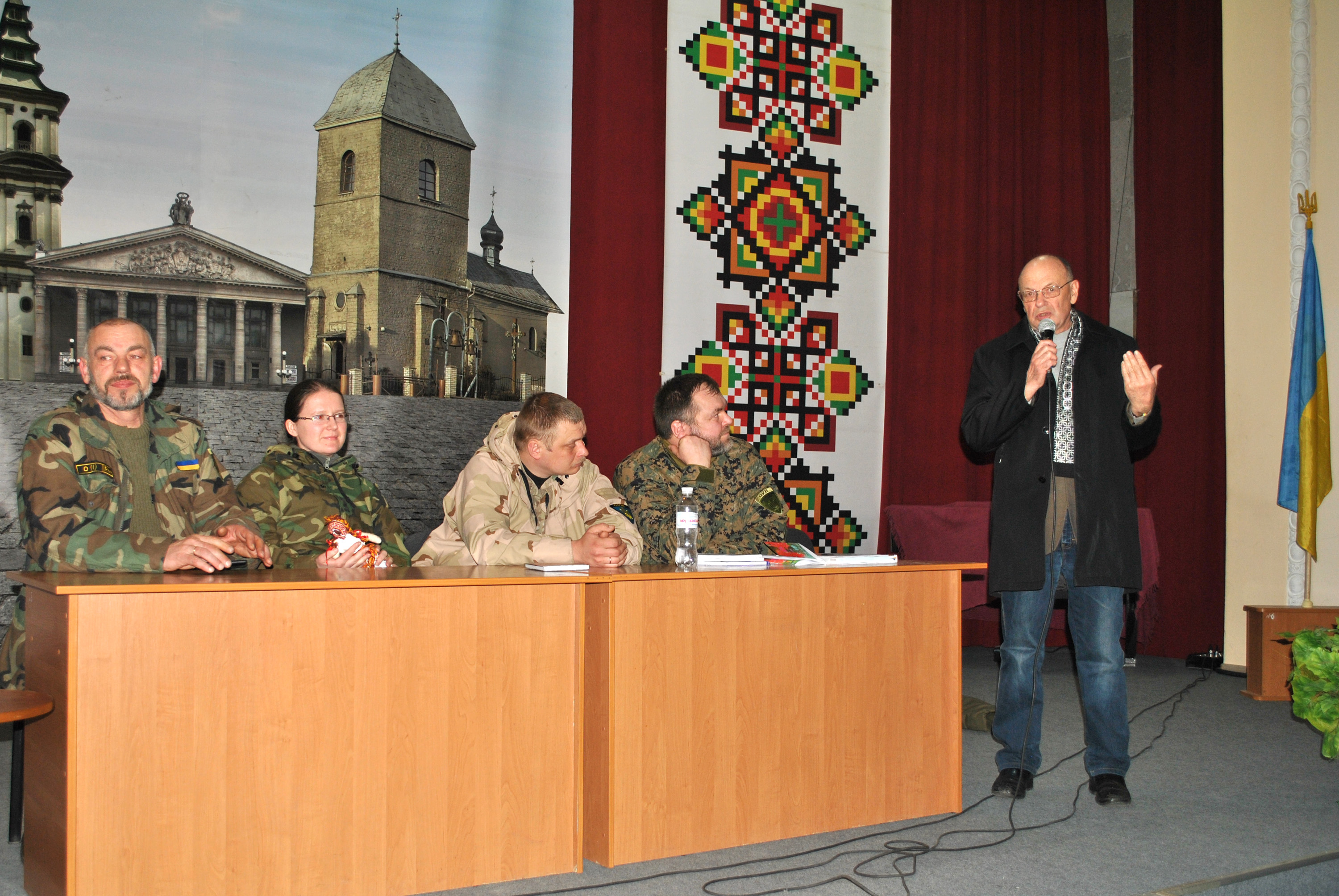
На презентації книги Бориса Гуменюка «Вірші з війни»
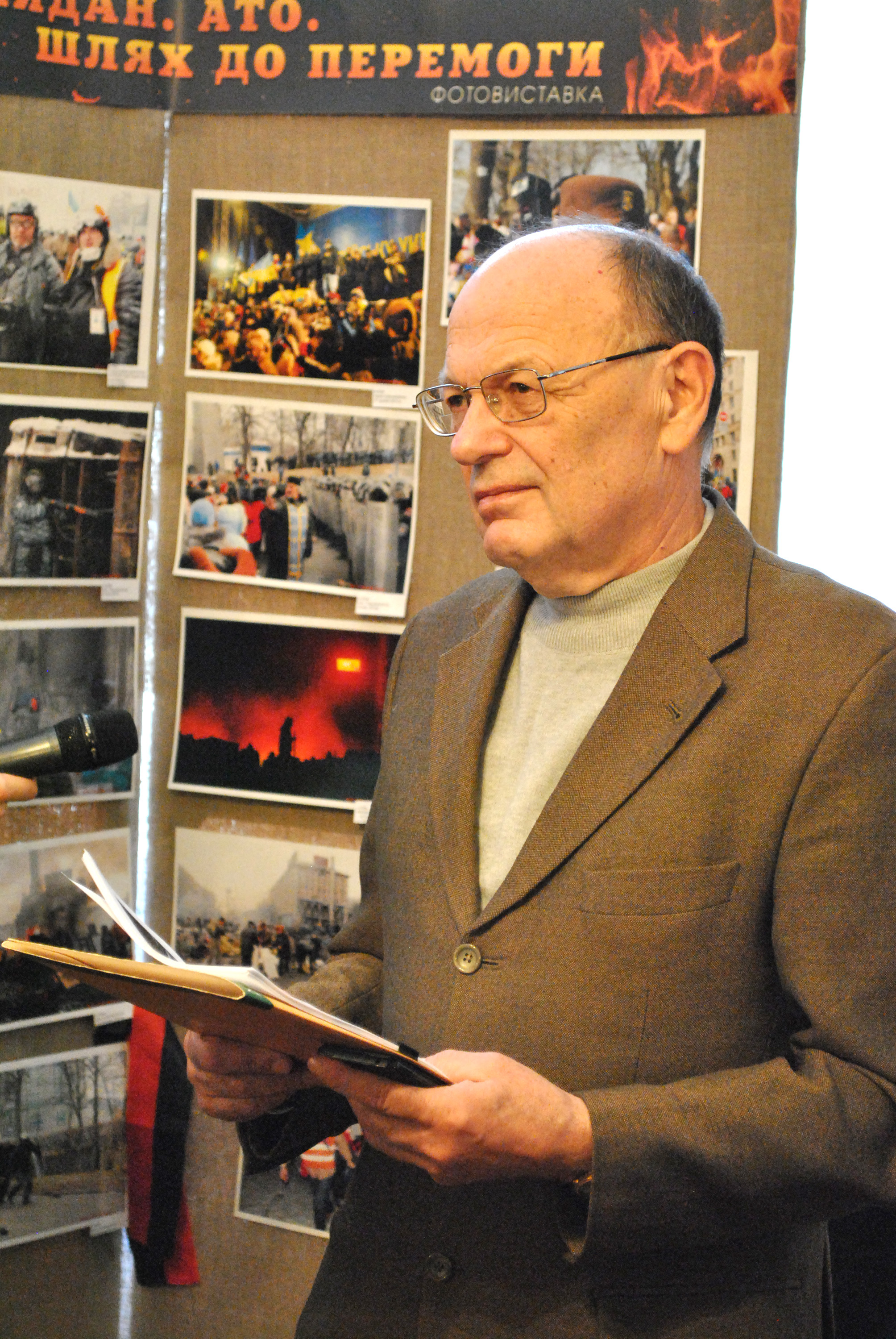
На виставці «Майдан. АТО. Шлях до перемоги» в бібліотеці-музеї «Літературне Тернопілля»